# Три пули
«Три пули» — российская rapcore-группа из Санкт-Петербурга.

## История

### Начало (2008—2009)
Группа «Три пули» была образована после распада андеграундной команды MilesAway. В 2008 году MilesAway покинул вокалист, после чего оставшиеся музыканты решили сменить звучание и в качестве эксперимента создали проект вместе c рэп-коллективом «Тагили». Идея сделать упор в своём творчестве именно на популяризацию совмещения двух основных культур, рэпа и рока, прочно закрепилась среди музыкантов, что и положило начало проекту под названием «Три пули». Датой основания группы принято считать 27 октября 2008 года — день первого концерта коллектива в питерском клубе MOD.

### Становление (2009—2012)
К 2009 году был записан первый студийный альбом, получивший название «Атака Мозга», во время записи которого, успев поучаствовать в двух песнях, из группы ушёл МС Рыбный. После выпуска альбома группа заключила договор с московским андеграундным лейблом ZZMusic. В 2010 году коллектив впервые ступил на большую сцену, открыв концерт калифорнийской группы (hed) P.E. и выступив на крупном рок фестивале Окна Открой в СКК.
Активно выступая как на местных, так и на иногородних площадках, к 2011 году группа выпустила второй студийный альбом «Часовая Бомба». В процессе записи альбома группу покинул один из двух гитаристов Павел Пулин. После выпуска пластинки место MC Рыбного занял новый участник Сергей «Zver» Зверев. Три пули плотно закрепились на альтернативной отечественной сцене, продолжая регулярное участие в множестве музыкальных фестивалей, а к 2012 году записали третью по счету работу — альбом «Смех, Грех и Орех…». С этого релиза кардинально улучшилось как само звучание, так и уровень группы.

### Наше время (2013—2025)
Заняв заслуженное место на российской альтернативной сцене, «Три пули» выпустили четвёртый альбом Rapcore Inc и начали работу над осознанным пиаром группы. Результатом становятся многочисленные выступления на ТВ, фестивалях, праздниках города и радио. В 2016 году группа записала видеообращение к Фреду Дёрсту, предложив ему отведать русского борща. В результате Фред пригласил группу открыть и завершить тур Limp Bizkit по РФ в Москве и Санкт-Петербурге соответственно.
На текущий момент «Три пули» являются участниками многих российских фестивалей, находят отклик в различных жанровых нишах и продвигают смешение стилей рэпа и рока в массы слушателей. В 2015 году группа заключила договор с лейблом 100PRO Влада Валова Bad Balance и вместе в метром русского рэпа выпустила ряд релизов, в том числе сингл «Лёгкие», призванный расширить аудиторию за счёт лёгкого и форматного звучания композиций.
В 2018 году вышел пятый студийный альбом группы. Презентации альбома прошли в Санкт-Петербурге и в Москве. После этого группа поддержала (hed) P.E. в их российском туре, приняв участие в двух концертах. Также Три Пули снялись в youtube шоу «Ебемоль»
В 2019 году вышел экспериментальный EP в стиле «ска-панк» — «БДСМ», после выпуска которого группу покинул один из основателей - Илья Архангельский. На его место пришёл бас-гитарист Олег Беляев, игравший до этого в группе 3000 миль до рая. С Олегом в составе были выпущены несколько синглов, показывающие новый, более качественный и тяжёлый звук группы, а также снят видеоклип на трек "$TЁLKi$".
В 2022 году, в связи отъездом из России Андрея Кулешова, группа осталась без постоянного барабанщика. До 2025 года группа пользовалась услугами сессионных музыкантов, пока не был найден новый постоянный участник группы - Алексей Пирогов, один из основателей группы группы Origami.

## Дискография

### Студийные альбомы
1. 2009 — «Атака Мозга»
2. 2011 — «Часовая бомба»
3. 2012 — «Смех, Грех и …Орех»
4. 2014 — «Rapcore Inc.»
5. 2018 — «Нам Нужны Перемены!»

### Синглы и EP
1. 2010 — «Варя»
2. 2015 — «Быки»
3. 2016 — «Легкие»
4. 2019 — «БДСМ»
5. 2019 — «Вова и Дима»

## Состав группы
Актуальный состав
- Павел «Krab» Олюшин — вокал, MC (2008 — наст. время)
- Сергей «Zver» Зверев — MC (2011 — наст. время)
- Артем «Темыч» Урванов — гитара (2008 — наст. время)
- Алексей Пирогов — барабаны (2025 — наст. время)
- Олег Беляев — бас-гитара (2019 — наст. время)

Бывшие участники
- Андрей «MC Рыбный, Коля Найк» Куприхин — MC (2008—2009)
- Павел Пулин — гитара (2008—2011)
- Вячеслав «DJ Spot» Гавриков — DJ (2008—2010)
- Илья «Basaman» Архангельский — бас-гитара (2008—2019)
- Андрей «Зеленый» Кулешов — барабаны (2008 — 2022)
- Сергей Швальбе — концертный менеджер (2008—2009) †
- Сергей Громов — директор группы (2008—2011)
- Виталий Пресняков — звукорежиссёр (2009—2013) †